# Stromal interaction molecule
Der Begriff stromal interaction molecule (abgekürzt STIM) bezeichnet in der Zellphysiologie ein Protein, das in Tieren als Calciumsensor wesentlich an der Aufrechterhaltung der Calcium-Homöostase bzw. der Calciumsignalgebung beteiligt ist. Bei Wirbeltieren gibt es STIM1 und STIM2, die als Homodimer oder Heterodimer die sensorische Untereinheit des CRAC-Kanal bilden. Mutationen im STIM1-Gen sind Ursache für CRAC-Kanal-Mangel und daraus folgendem Immunschwächesyndrom mit T-Zell-Inaktivierung (IDTICED2).
Es gibt zwei Subtypen von STIM: STIM1 und STIM2. Beides sind Membranproteine mit je einer Transmembrandomäne, die vor allem in der Membran des endoplasmatischen Retikulums, zu einem geringeren Anteil aber auch in der Plasmamembran lokalisiert sind.